# Тула (мотороллер)
Тула — мотороллер производства Тульского машиностроительного завода (ТМЗ). «Тула» Т-200 первый советский мотороллер с двигателем объёмом 200 кубических сантиметров (1957 год), положил начало серии машин Тульского завода, производившихся до 1996 года.

## История

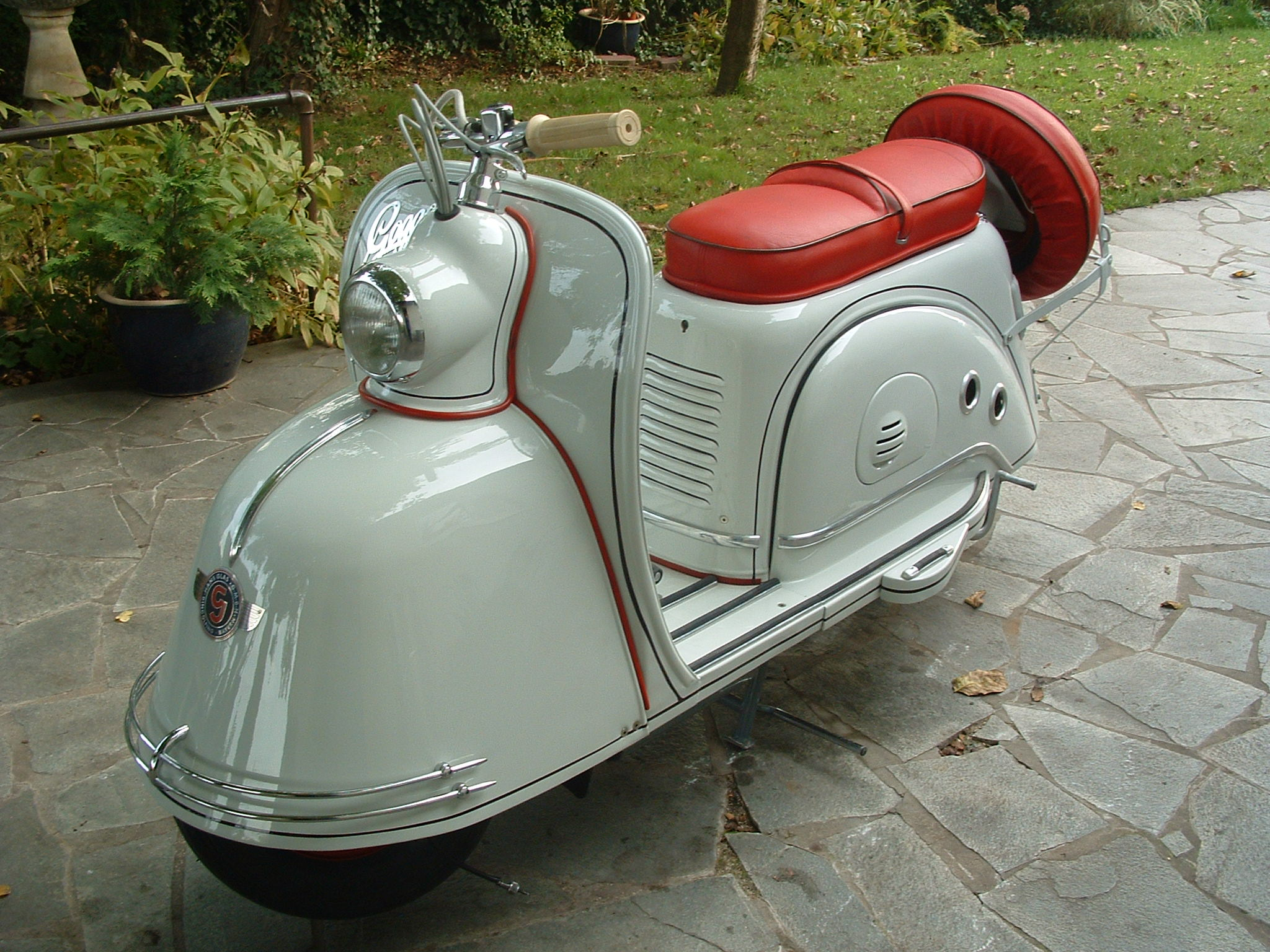
Прототип мотороллера «Тула» — немецкий Glas Goggo-Roller 200, 1954 год

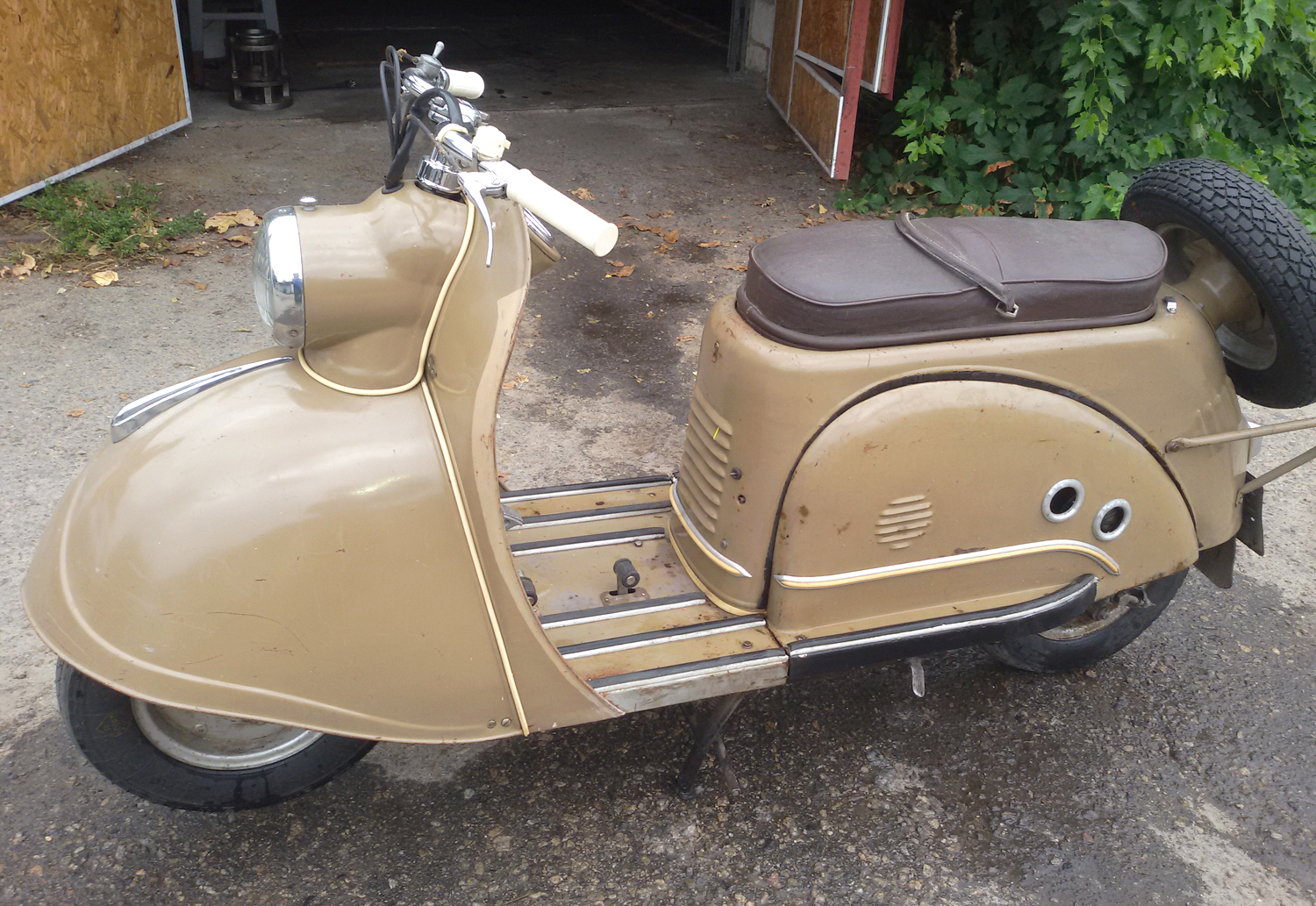
Мотороллер «Тула» Т-200 1958 года

Как и другие военные предприятия СССР, Тульский машиностроительный завод (ТМЗ), начал осваивать новую, гражданскую, продукцию в середине 1950-х годов. На базе вывезенного из Германии в счёт репараций оборудования и деталей в стране выпускалась мотоциклы, однако рынок новых, модных за рубежом мотороллеров остался неосвоенным.
В связи с этим было издано правительственное постановление, согласно которому двум заводам (в Туле и Вятских Полянах) было поручено начать разработку мотороллеров. Вятско-Полянский машиностроительный завод занялся производством мотороллера «Вятка» на базе итальянского мотороллера «Vespa», а конструкторы Тульского завода взяли за основу модель Goggo 200 немецкой фирмы «Hans Glas GmbH». Как варианты рассматривались также мотороллеры «Puch» и «Peugeot», однако 254-миллиметровые колёса Goggo-Roller и его высокая проходимость оказались более приемлемыми для условий дорог СССР. В 1957 году ТМЗ выпустил первый мотороллер Т-200 — ярко-синего цвета.
В начале 1970х годов Сибирский НИИ сельского хозяйства разработал сеялку ССС-5 с двигателем от мотороллера "Тула-200" (предсерийный демонстрационный образец которой был представлен на проходившей на проходившей осенью 1972 года в Москве международной выставке "Сельхозтехника-72").

## Описание
Мотороллер «Тула» Т-200 был оснащён двигателем объёмом 199 см³ с системой принудительного воздушного охлаждения, с 4-ступенчатой коробкой передач, задней цепной передачей и 12-вольтовым электрооборудованием. Двигатель запускался электрическим динамо-стартёром. Переключение передач осуществлялись ножной педалью. Расход топлива составлял около 3,4 л на 100 км при скорости 50 км/ч.
Мотороллер «Тула» весил 155 кг (тяжелее, чем «Goggo-Roller», на 15 кг) и разгонялся до 80 км/ч при мощности двигателя 8 л. с., тогда как мощность немецкого прототипа составила 9,5 л. с. Для того периода времени «Тула» стал «люксовым» мотороллером.

## Последующие модели
В 1961 году появилась модернизированная, более лёгкая модель Т-200М. Её оснастили двигателем мощностью 9 л. с., новым контактно-масляным воздухофильтром, передним крылом изменённой формы и новой передней вилкой. Однако впоследствии переднюю вилку Т-200М тянущего типа снова заменили на толкающую.
В этот же период ТМЗ выпустил трёхколёсный грузовой мотороллер ТГ-200, а впоследствии и модификацию с боковым прицепом Т-200К.